# Jugon-les-Lacs
Jugon-les-Lacs är en kommun i departementet Côtes-d'Armor i regionen Bretagne i nordvästra Frankrike. Kommunen ligger i kantonen Jugon-les-Lacs som tillhör arrondissementet Dinan. År 2018 hade Jugon-les-Lacs 1 806 invånare.

## Befolkningsutveckling
Antalet invånare i kommunen Jugon-les-Lacs
Referens:INSEE